# Stanisław Skwarczyński
Stanisław Eugeniusz Skwarczyński (ur. 17 listopada 1888 w Wierzchni, zm. 8 sierpnia 1981 w Londynie) – generał brygady Wojska Polskiego, działacz polityczny.

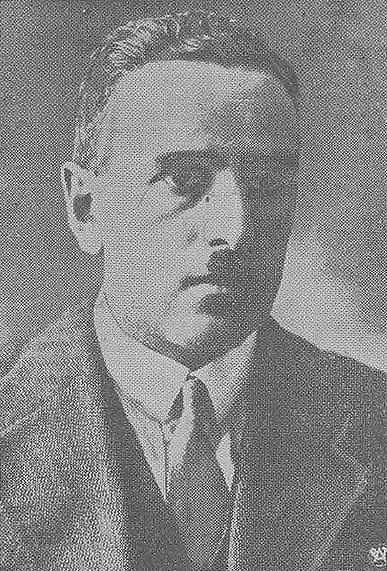
Stanisław Skwarczyński w cywilu (ok. 1937)

## Życiorys
Stanisław Eugeniusz Skwarczyński urodził się 17 listopada 1888 w Wierzchni, w powiecie kałuskim, w rodzinie Wincentego i Marii z Gnoińskich. Pochodził z rodziny o tradycjach patriotycznych, nobilitowanej w 1780 pieczętującej się herbem własnym (Zadora odmienna). Był młodszym bratem Adama. 
Ukończył gimnazjum we Lwowie oraz studia architektoniczne na Politechnice Lwowskiej. Od 1908 był członkiem Związku Walki Czynnej i Związku Strzeleckiego. W latach 1914–1917 służył w Legionach Polskich. Był komendantem Oleandrów, dowódcą kompanii i batalionu w 1 Pułku Piechoty Legionów. 29 września 1914 awansował na podporucznika, a 15 czerwca 1915 na porucznika. W lipcu 1917, po kryzysie przysięgowym, został wcielony do cesarskiej i królewskiej armii, z której zdezerterował. Od września 1917 działał w konspiracji, jako komendant Okręgu Łódź Polskiej Organizacji Wojskowej.
W listopadzie 1918 został przyjęty do Wojska Polskiego. W grudniu 1918 został dowódcą III batalionu 28 pułku Strzelców Kaniowskich. Na czele tego pododdziału walczył z Czechami na froncie śląskim, a następnie wziął udział w wojnie z Ukraińcami w Małopolsce Wschodniej. 31 sierpnia 1919 został dowódcą batalionu zapasowego, a 15 kwietnia 1920 dowódcą II batalionu 5 pułku piechoty Legionów. W czasie wojny z bolszewikami, od 12 czerwca do 4 lipca 1920 oraz od 23 sierpnia 1920 do 19 marca 1927, dowodził 5 pułkiem piechoty Legionów. 3 maja 1922 został zweryfikowany w stopniu podpułkownika ze starszeństwem z dniem 1 czerwca 1919, a w 1924 awansował na pułkownika. 
7 grudnia 1926 został mianowany dowódcą piechoty dywizyjnej 3 Dywizji Piechoty Legionów w Zamościu. Od 8 sierpnia 1928 pełnił obowiązki dowódcy 3 Dywizji Piechoty Legionów. 28 stycznia 1929 został mianowany dowódcą tej dywizji. 25 października 1930 został zwolniony ze stanowiska dowódcy 3 DP Leg. i mianowany na stanowisko dowódcy 1 Dywizji Piechoty Legionów Józefa Piłsudskiego w Wilnie.
10 listopada 1930 Prezydent Rzeczypospolitej Ignacy Mościcki nadał mu stopień generała brygady ze starszeństwem z dniem 1 stycznia 1931 i 5. lokatą w korpusie generałów. Jednocześnie zezwolił mu na nałożenie oznak nowego stopnia przed 1 stycznia 1931.
Zaangażowany w politykę wraz ze swoim bratem Adamem. Od początku stycznia 1938 przeszedł w stan nieczynny. Od stycznia 1938 stał na czele Obozu Zjednoczenia Narodowego, zastępując na tej funkcji płk. Adama Koca. W tym samym roku był prezesem Prezydium Zarządu Koła Parlamentarnego OZN. Uroczyście otworzył obrady sejmu V kadencji w 1938.
Był wolnomularzem, należał do loży wolnomularskiej Tomasz Zan w Wilnie.
W końcu sierpnia 1939 powrócił do służby czynnej i został wyznaczony na stanowisko dowódcy Korpusu Interwencyjnego. Później wyznaczony na dowódcę Grupy Operacyjnej „Wyszków” (faktycznie nie zdążył objąć dowodzenia). Wyznaczony na dowódcę odwodów Armii „Prusy”, potem dowódca Grupy Operacyjnej jego imienia w ugrupowaniu południowym Armii „Prusy”. Znajdując się w fatalnej kondycji psychicznej nie stanął na wysokości zadania w czasie bitwy pod Iłżą, a następnie nakazał rozproszenie 12 DP, porzucenie całego sprzętu (w tym 50 dział) i przedzieranie się małymi grupkami za Wisłę. Ewakuował się do Rumunii, gdzie został internowany w obozie generalskim w Tŭlcea. 8 lutego 1941 wraz z grupą 11 generałów został wydany Niemcom przez rząd rumuński.  
Przebywał od 1941 w oflagu VI E w Dorsten w zagłębiu Ruhry, potem w karnym oflagu w Dössel. Po wyzwoleniu w kwietniu 1945 dostał się do Londynu. W Polskich Siłach Zbrojnych na Zachodzie nie służył. Stronił od polityki i działalności publicznej. Pozostał na emigracji w Londynie do ostatnich swoich dni. Zmarł 8 sierpnia 1981 w Londynie. Został pochowany na cmentarzu Elmers End.

## Ordery i odznaczenia
- Krzyż Srebrny Orderu Wojskowego Virtuti Militari (16 lutego 1921)[17]
- Krzyż Komandorski z Gwiazdą Orderu Odrodzenia Polski (3 maja 1974)[18]
- Krzyż Komandorski Orderu Odrodzenia Polski (11 listopada 1936)[19][20]
- Krzyż Niepodległości (20 stycznia 1931)[21]
- Krzyż Oficerski Orderu Odrodzenia Polski (10 listopada 1927)[22][23]
- Krzyż Walecznych (czterokrotnie)[23]
- Złoty Krzyż Zasługi (17 marca 1930)[24]
- Medal Pamiątkowy za Wojnę 1918–1921[23]
- Medal Dziesięciolecia Odzyskanej Niepodległości[23]
- Odznaka Oficerska Związków Strzeleckich tzw. „Parasol”
- Krzyż za Obronę Śląska Cieszyńskiego I kl. (2 października 1919)[25][26]
- Medal Pamiątkowy za Obronę Śląska Cieszyńskiego[27]
- Order Trzech Gwiazd II klasy (Łotwa, 1935)[28]
- Krzyż Oficerski Orderu Legii Honorowej (Francja)[23]